# Fiat Strada
Il Fiat Strada è un pick up compatto prodotto dalla casa automobilistica italiana Fiat a partire dal 1999 come erede del Fiat Fiorino pick-up (versione cassonata del piccolo furgone Fiat Fiorino). Derivato dalla Fiat Palio, la Strada è stata concepita per il mercato brasiliano, dove viene prodotta; utilizza una denominazione già adottata in passato dalla casa torinese, per le Fiat Ritmo vendute nei paesi anglofoni. Come derivato, lo Strada ha seguito le evoluzioni della Palio, ed è stato quindi prodotto in quattro serie, l'ultima delle quali (presentata nel 2009) viene importata in Italia nel 2012.

## Prima generazione (1999-2020)

### Il contesto
La Strada debutta nel 1999 e viene sviluppato all'interno del Progetto 178 noto come il gruppo di world car commercializzate dalla Fiat nei Paesi in via di sviluppo. La sua linea si deve, come gli altri modelli della stessa serie, alla matita di Giorgetto Giugiaro. L'estetica risultava abbastanza moderna e piacevole per il tempo, grazie al frontale arrotondato con una mascherina di dimensioni compatte che rendeva slanciato il muso (come sulla Palio), mentre il posteriore presentava il cassone in alluminio e un fascione paraurti in plastica montato nella zona inferiore.

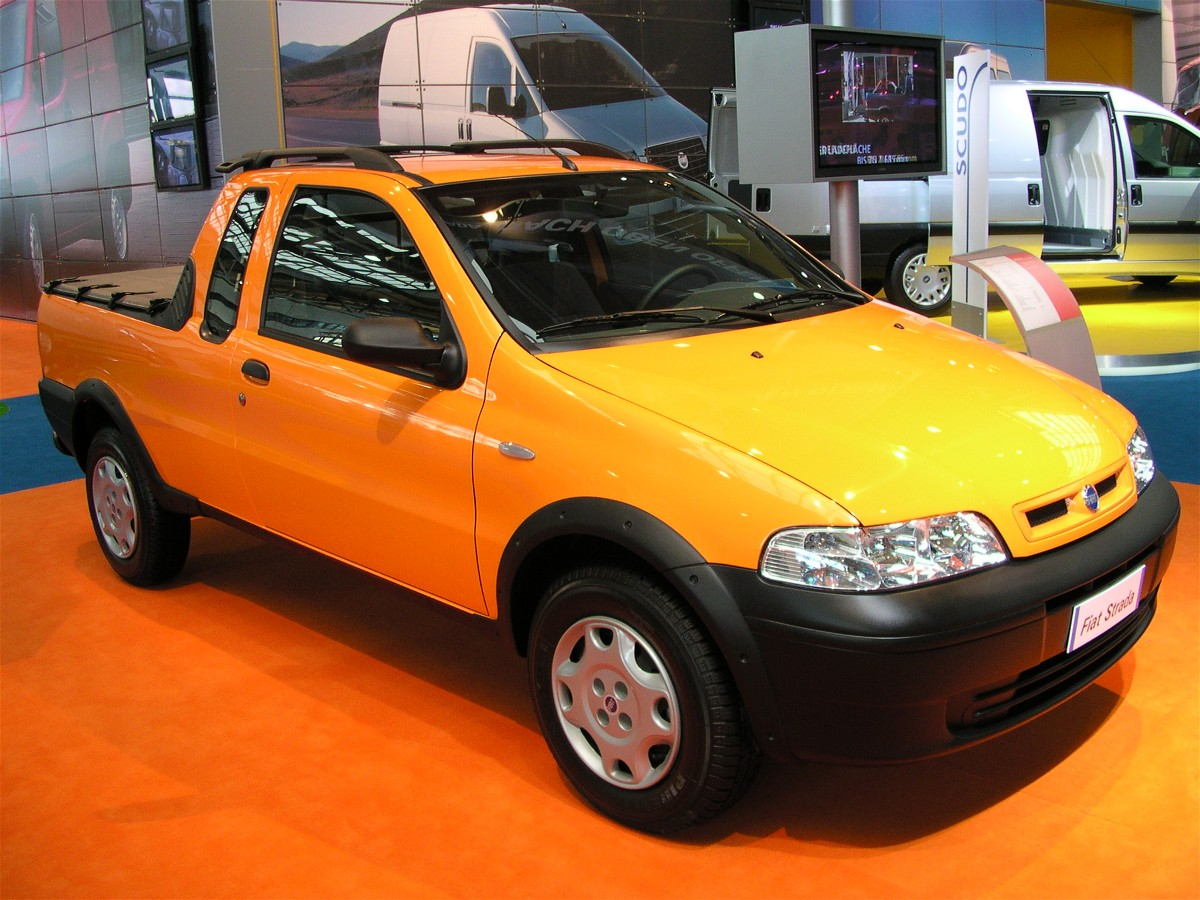
Fiat Strada Pickup Seconda serie del 2004

Lo Strada è l'unico veicolo del progetto 178 che viene commercializzato in Italia con il marchio Fiat Professional (quindi come veicolo commerciale). La portata è di oltre 700 chilogrammi e il cassone contiene fino a 1.100 litri. Il pianale di base è lo stesso della Fiat Palio, con il retrotreno rivisto: al posto delle sospensioni a bracci tirati è stato adottato uno schema con balestre longitudinali ad assale rigido del tipo Omega cioè con la parte centrale rialzata che permette di affrontare anche terreni accidentati senza danneggiare gli organi di trasmissione, e ciò rende più rigida la guida penalizzando il comfort. Invariato invece l'avantreno, dove troviamo le ruote indipendenti con schema MacPherson e barra stabilizzatrice. La trazione è anteriore con il motore in posizione trasversale, e il cambio è un manuale a 5 rapporti. L'impianto frenante è composto da dei dischi autoventilati per l'anteriore e dei tamburi al posteriore. Negli interni della cabina è sempre stata adottata la stessa plancia utilizzata sulla Palio, con lo stesso volante e la stessa strumentazione.

La sicurezza automobilistica viene garantita grazie al sistema anti bloccaggio delle ruote motrici (ABS) e dagli airbag frontali oltre alla presenza del sistema FPS (acronimo di Fire Prevention System) che blocca la pompa dell'alimentazione in caso di urto in modo da non far fuoriuscire sostanze infiammabili. Questi dispositivi però non sono stati montati su tutti i modelli ma solo sulle versioni punta.

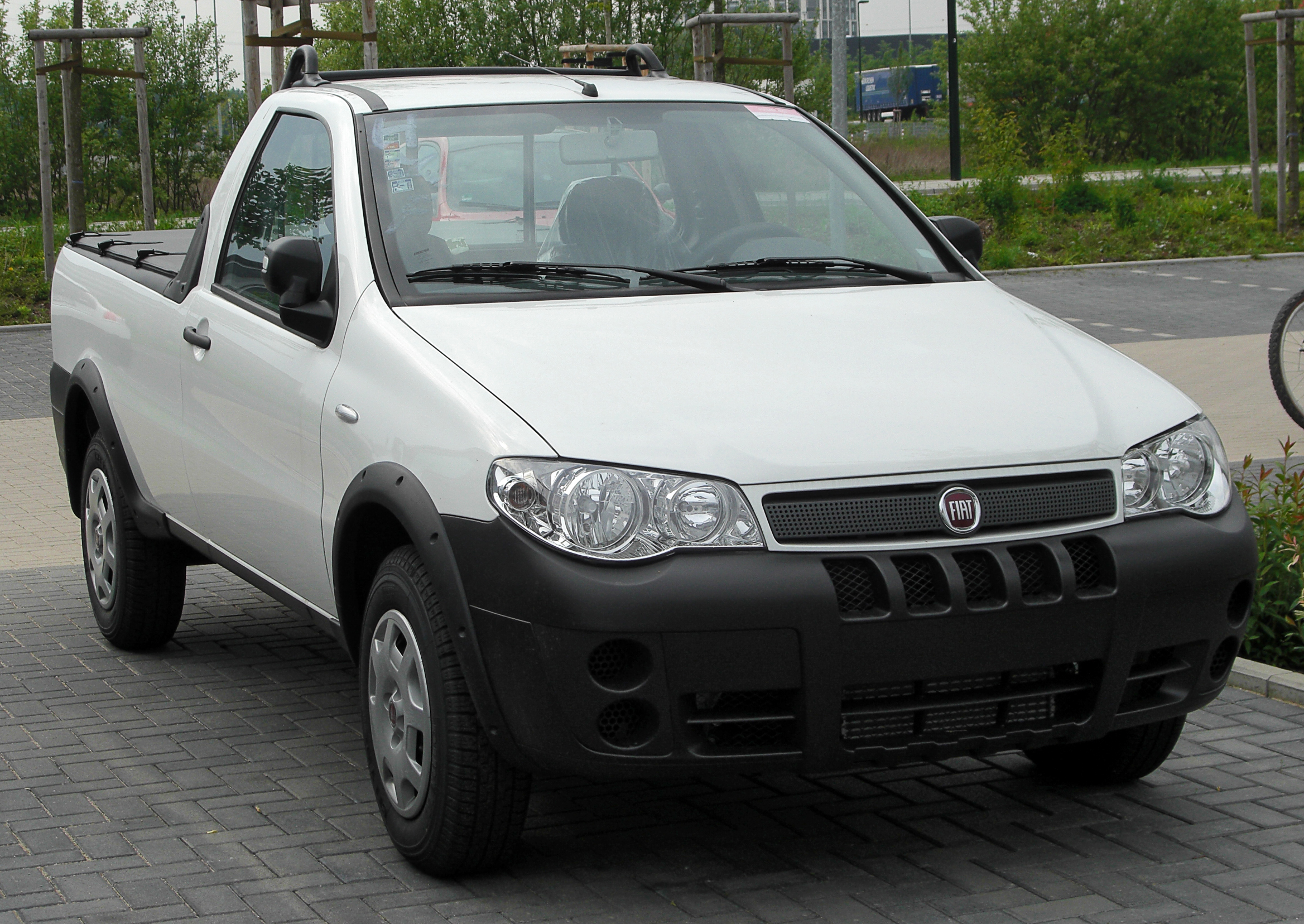
Il Fiat Strada terza serie

Nella prima serie in Italia le motorizzazioni sono state solo due: un 1.4 FIRE benzina e un 1.9 diesel aspirato; con la seconda serie ha debuttato il motore diesel common rail 1.9 JTD con distribuzione di due valvole per cilindro capace per una potenza massima di 80 cavalli. Nel 2006, durante la presentazione della terza serie, viene annunciata per l'Europa l'introduzione del motore diesel 1.3 Multijet 16V da 84 cavalli omologato Euro 4 mentre negli altri paesi erano disponibili anche i benzina 1.5 e i 1.6 a iniezione elettronica multipoint con 8 valvole oltre a un più potente 1.6 16V.
Il piccolo 1.3 Multijet possiede uno scatto di ripresa da 0 a 100 km/h registrato in 13,5 secondi per una velocità di punta pari a 165 km/h. Il consumo medio è di 18,9 km/l con emissioni di anidride carbonica contenute in 140 grammi al km. Omologato Euro 4 la coppia motrice massima è di 200 N·m a 1.750 giri/min.

### La quarta serie (dal 2009)

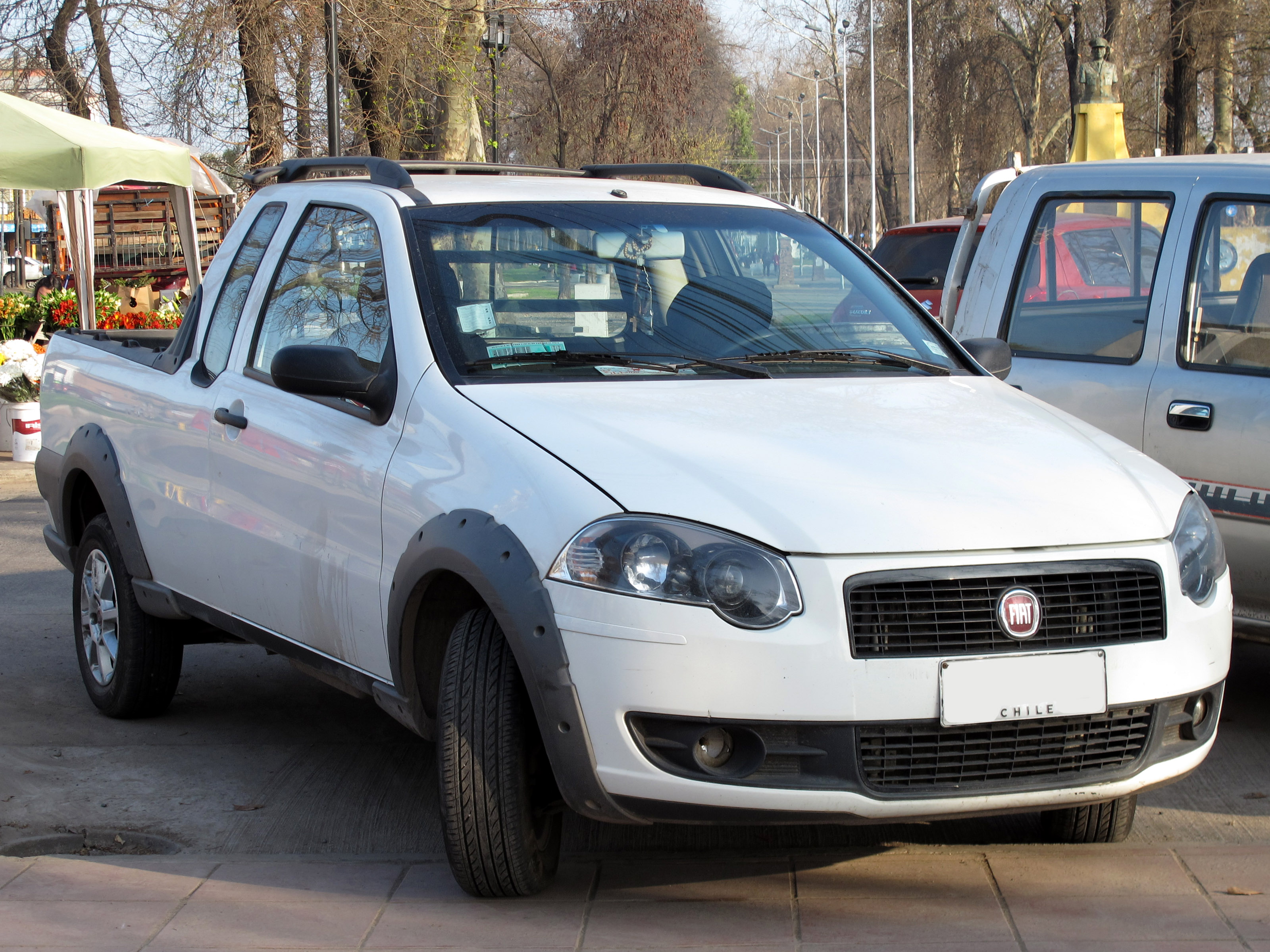
Fiat Strada Quarta Serie 1.4 Trekking del 2011

Nel 2009 è stata presentata la quarta serie dello Strada. Lo stile completamente inedito segue il family feeling introdotto dalla Grande Punto nel 2005, caratterizzato da ampi fanali anteriori di forma arrotondata e paraurti dotato di nervature in modo da formare una U. Invariata la meccanica mentre una novità riguarda l'introduzione del differenziale a slittamento limitato denominato XLS-Locker di serie per le versioni Adventure Locker con impostazione fuoristradistica. Inoltre viene proposto anche in una versione Sporting con assetto ribassato, cerchi in lega, telaio irrigidito e minigonne anteriori.
La gamma motori è composta da due propulsori flexy-fuel in grado di funzionare sia a benzina che ad etanolo il primo è un 1.4 16V Fire da 85 cavalli mentre il secondo è un 1.8 16V Ecotec prodotto dalla General Motors capace di 114 cavalli nel funzionamento a benzina e di 112 cavalli nel funzionamento ad alcool. Dal 2010 la Fiat ha introdotto per il mercato sud americano anche il 1.3 Multijet 16V erogante 87 cavalli equipaggiato con filtro attivo antiparticolato. Il nuovo Strada 1.3 Multijet è in grado di percorrere fino a 26,3 km/l nei percorsi autostradali e di garantire uno scatto da 0 a 100 km/h contenuto in 13,5 secondi per una velocità di punta pari a 165 km/h.
La quarta serie viene importata in Europa nel 2012 con una gamma totalmente diversa da quella sudamericana.

### Il debutto in Europa nel 2012
Dopo un periodo d'assenza, nel 2012 lo Strada debutta in Europa commercializzato dalla Fiat Professional. È disponibile con una motorizzazione 1.3 MultiJet da 95 CV. Viene commercializzato in diverse varianti: fuoristrada, cabina corta, cabina lunga e cabina doppia, in diversi allestimenti a 2 o 4 posti. Ha una portata di carico che varia dai 665 kg ai 705 kg a seconda delle versioni, con un volume di carico che varia dai 580 ai 1100 dm³.
| Modello      | Disponibilità              | Motore | Cilindri | Cilindrata (cm³) | Potenza | Coppia Massima        | Emissioni CO2 (g/Km) | 0–100 km/h (secondi) | Velocità max (Km/h) | Consumo medio (Km/l) |
| 1.3 Multijet | dal (2012) debutto europeo | Diesel | 4        | 1248             | 95 Cv   | 200 (a 1500 giri/min) | 138                  |                      | 163                 | 18,9                 |

### Le versioni per il fuoristrada

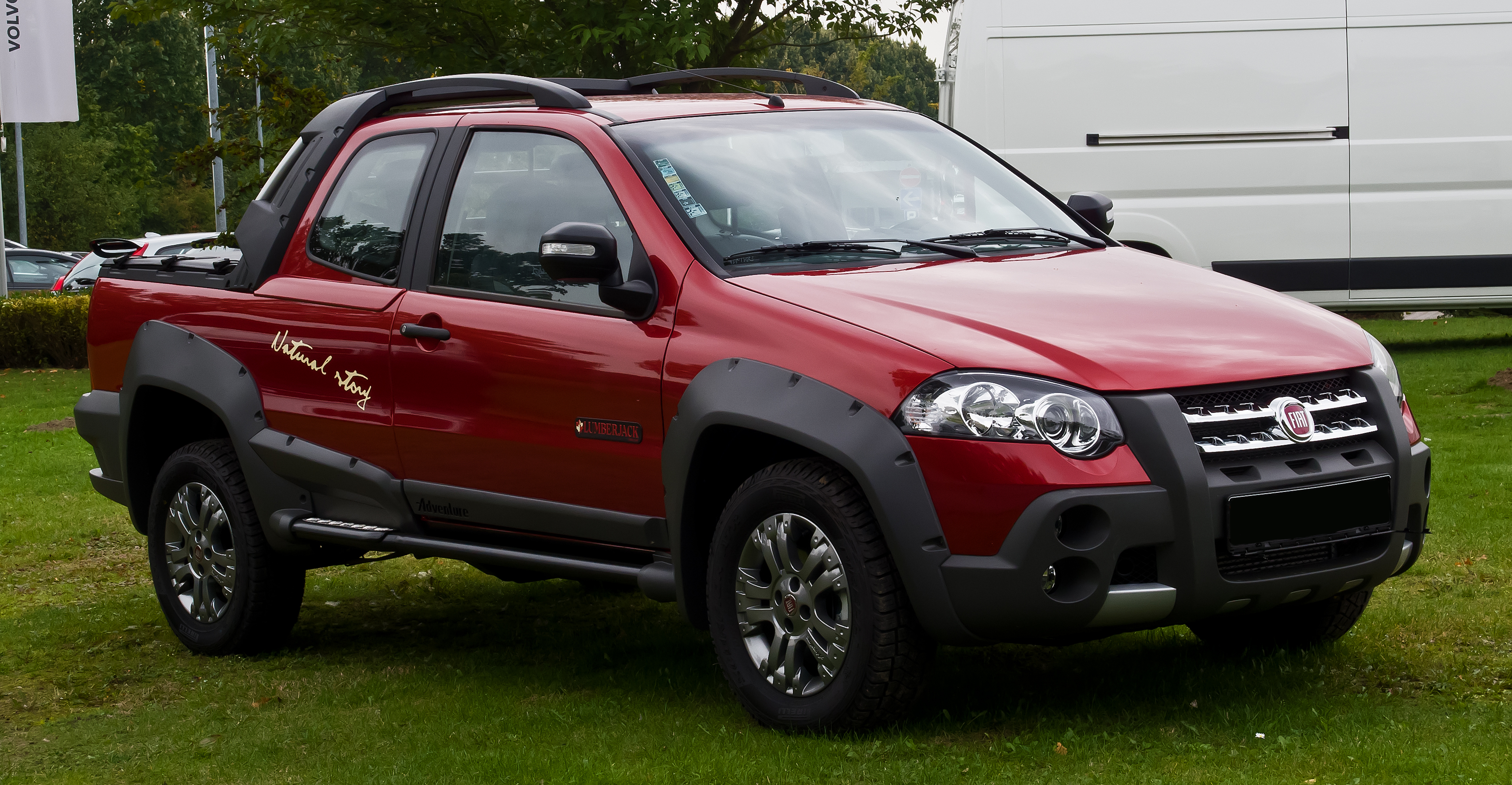
Fiat Strada Adventure Lumberjack

Con lo Strada quarta serie i tecnici Fiat hanno dedicato maggiore attenzione per un uso nel fuoristrada in particolare la gamma di allestimenti si compone di sole due versioni, entrambe caratterizzate da un'estetica molto off-road: lo Strada Trekking e lo Strada Adventure Locker. L'estetica presenta delle protezioni laterali non verniciate che volutamente mettono in mostra i bulloni di fissaggio, il ciò voluto per mantenere un aspetto da fuoristrada. L'Adventure è la versione più sportiva caratterizzata dai paraurti anteriori e posteriori non verniciati e dalla presenza di traverse sottoporta. Le Adventure sono più alte di 56 millimetri da terra rispetto alle Trekking e presentano le barre portatutto, sul tetto e sul cassone, in alluminio. Gli interni utilizzano la stessa plancia della Palio quarta serie mentre la strumentazione è ripresa dalla Fiat Idea Adventure venduta solo in Brasile.

### La versione doppia cabina
La versione a doppia cabina viene presentata nel luglio del 2009; rappresenta il primo Fiat Strada a quattro posti, ottenuti grazie al passo maggiore e alla doppia cabina che ha permesso di ottenere un abitacolo molto flessibile e maggiormente sfruttabile rispetto alla versione a cabina singola. Allestita sulla base dello Strada Adventure Locker la versione a doppia cabina adotta le motorizzazioni 1.4 e 1.8.

### Fiat Strada by Lumberjack
Nel marzo del 2012 è stata creata, in collaborazione con il marchio di calzature Lumberjack, una versione speciale della Strada basata sul modello Adventure. Esteticamente, la vettura è caratterizzata da una colorazione speciale per la carrozzeria rosso Lumberjack, dalla presenza di una targhetta identificativa con il logo "Lumberjack" e sticker laterali con la scritta Natural Story. Il tutto viene corredato all'introduzione di barre longitudinali sul tetto e i cerchi in lega da 15 pollici con pneumatici tassellati. Gli interni comprendono sedili in pelle e tappetini con il marchio Lumberjack abbinati ad una strumentazione di bordo che comprende specchietti retrovisori regolabili elettronicamente, volante regolabile in altezza, bussola e inclinometro. È stato inoltre introdotto il sistema E-Locker (Electronic Locking Differential) che consente di bloccare il differenziale anteriore fornendo tutta la coppia disponibile sulla ruota con maggiore aderenza nei momenti di necessità.

## Seconda generazione (dal 2020)

### Il contesto
La seconda generazione della Fiat Strada (codice progetto 281) viene presentata il 26 giugno 2020 in Brasile e si basa sulla nuova piattaforma modulare MC-P derivata dalla Fiat Argo con le sospensioni anteriori MacPherson e la sospensione posteriore presa dal Fiat Fiorino brasiliano (codice progetto 327). Per la prima volta la Strada viene prodotta nella versione doppia cabina 4 porte con 5 posti.
Il nuovo modello introduce il grande logo frontale Fiat color argento che sostituisce il precedente, una piccola bandiera italiana inserita nella griglia e gruppi ottici a LED. La fiancata e il posteriore appaiono invece più classici, con la possibilità di scegliere tra le versioni a due e quattro porte caratterizzate da una diversa capacità: 720 kg e 1.354 litri per la prima e 650 kg e 844 litri per la seconda. Al fine di garantire la massima mobilità anche su superfici sconnesse, la struttura rialzata permette alla vettura di sollevarsi da terra di 208 mm e presenta un angolo di attacco anteriore di 24 gradi. Gli interni riprendono i contenuti della Fiat Uno, anche se vengono modificati alcuni comandi secondari. Oltre al display al centro della strumentazione, è presente anche un infotainment UConnect 5 con touchscreen da 7 pollici, bluetooth, wireless, compatibile con Apple CarPlay e Android Auto.
A partire dal 18 novembre 2020, viene venduto nel mercato messicano con il nome RAM 700. È offerto negli allestimenti SLT (normale e doppia cabina), Bighorn e Laramie.

### Motorizzazioni
La gamma dei motori è composta dal 1.4 Fire Flex 8 valvole (benzina da 85 CV e etanolo da 88 CV) delle versioni Endurace e dal 1.3 Firefly Flex 8 valvole (benzina da 101 CV e etanolo da 109 CV) dei Freedom e Volcano, entrambi con cambio manuale a cinque marce e sistema di controllo della trazione E-Locker.